# Himantoglossum caprinum
Himantoglossum caprinum là một loài lan native to Eastern Europe.

## Hình ảnh

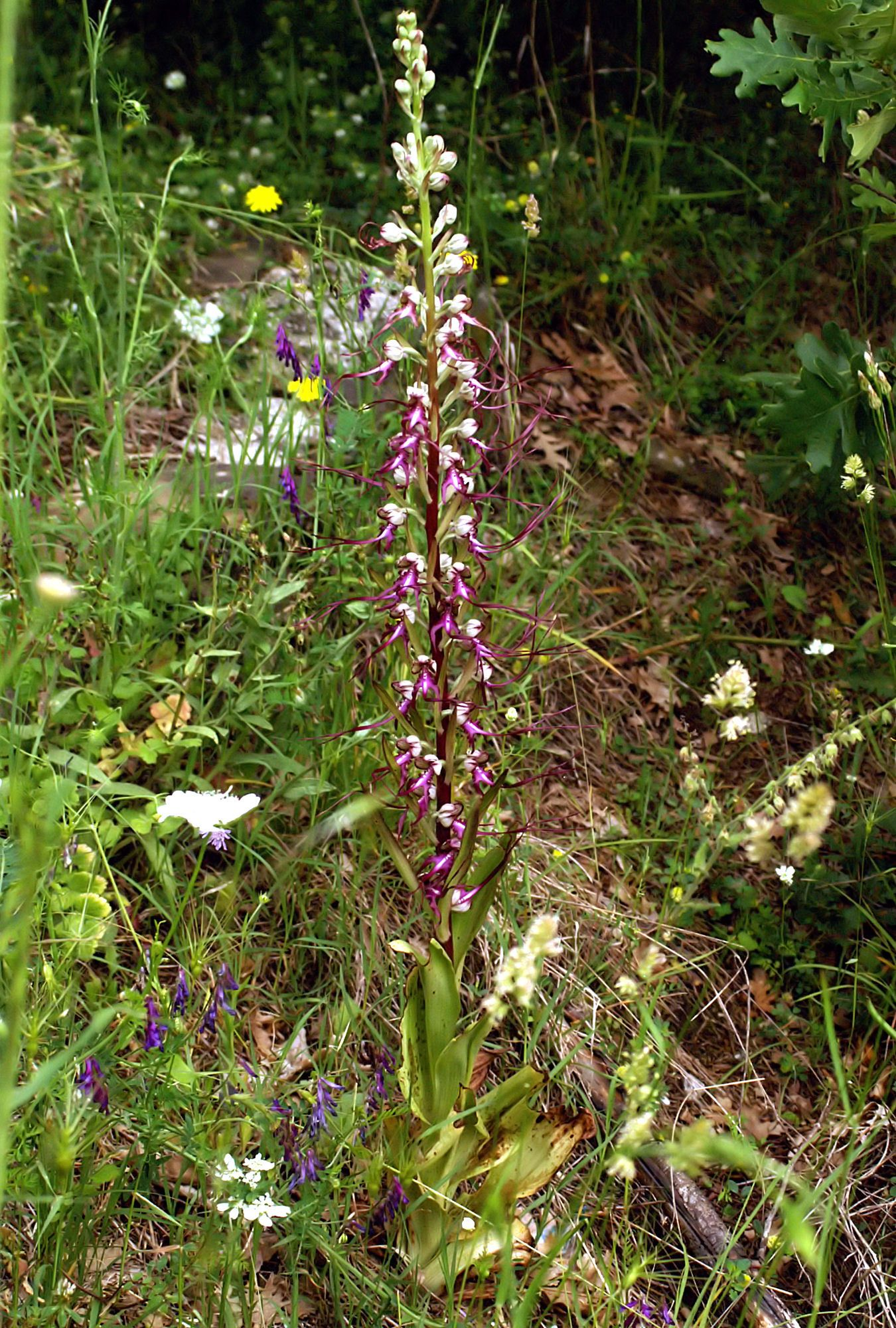
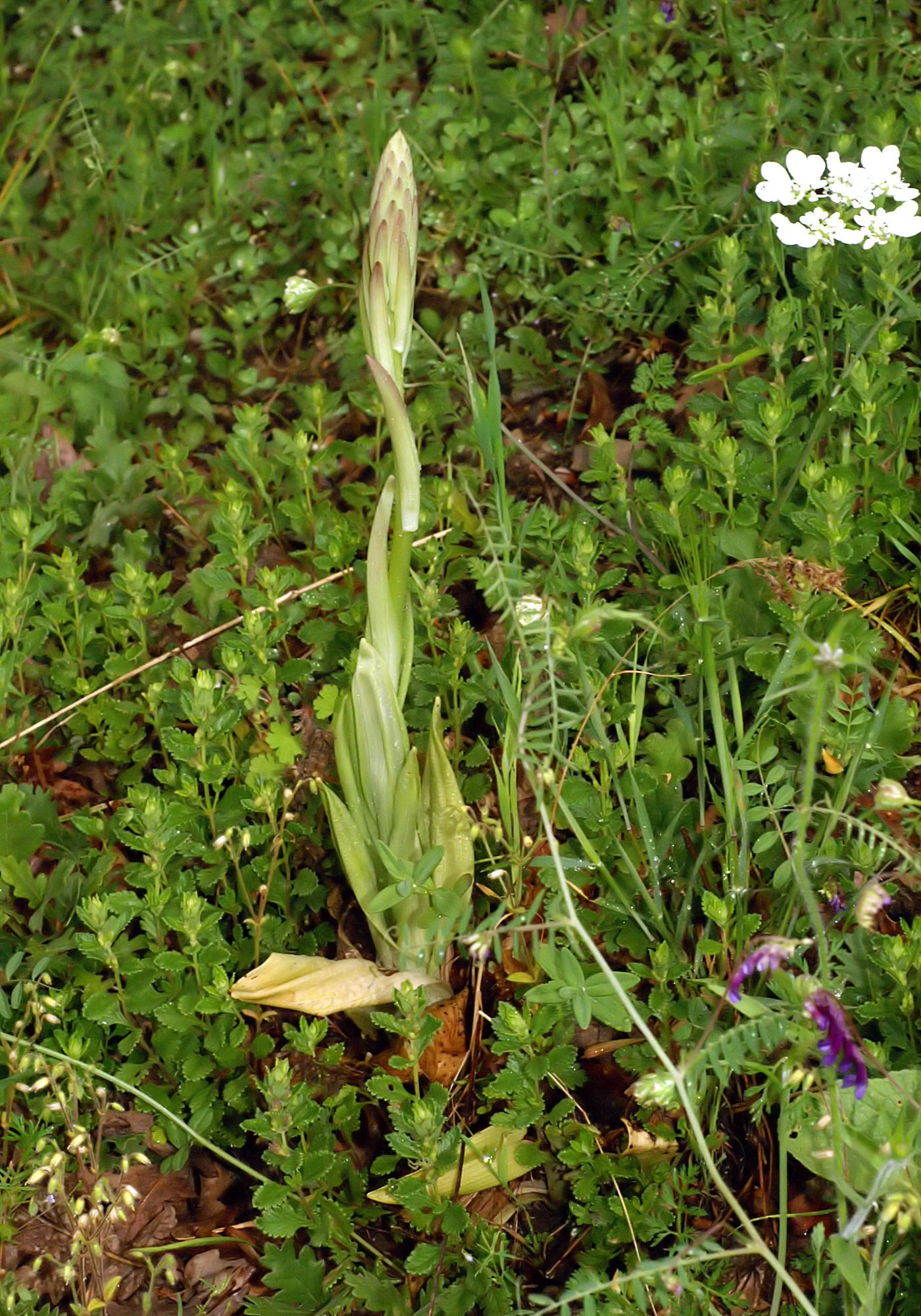
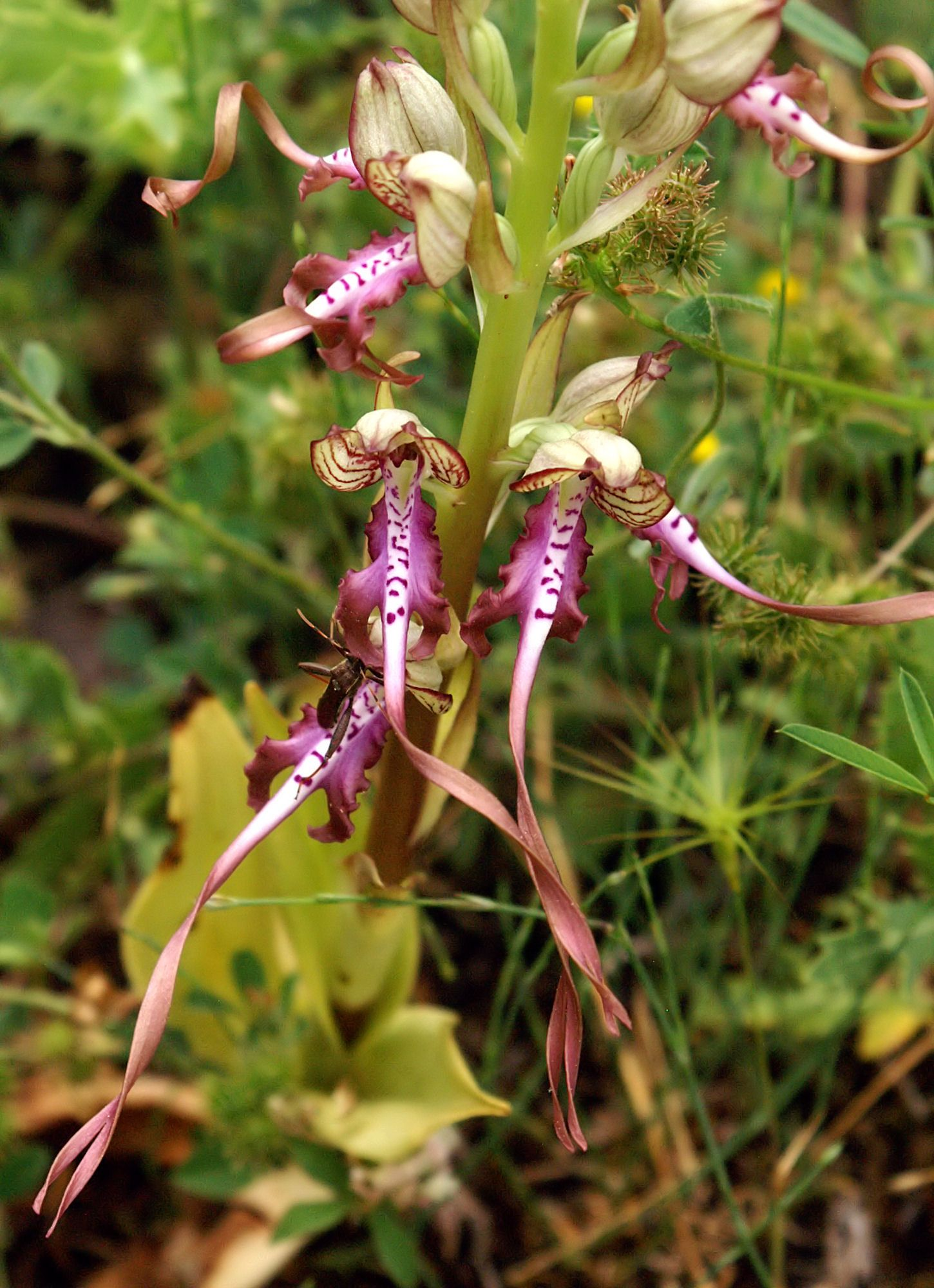
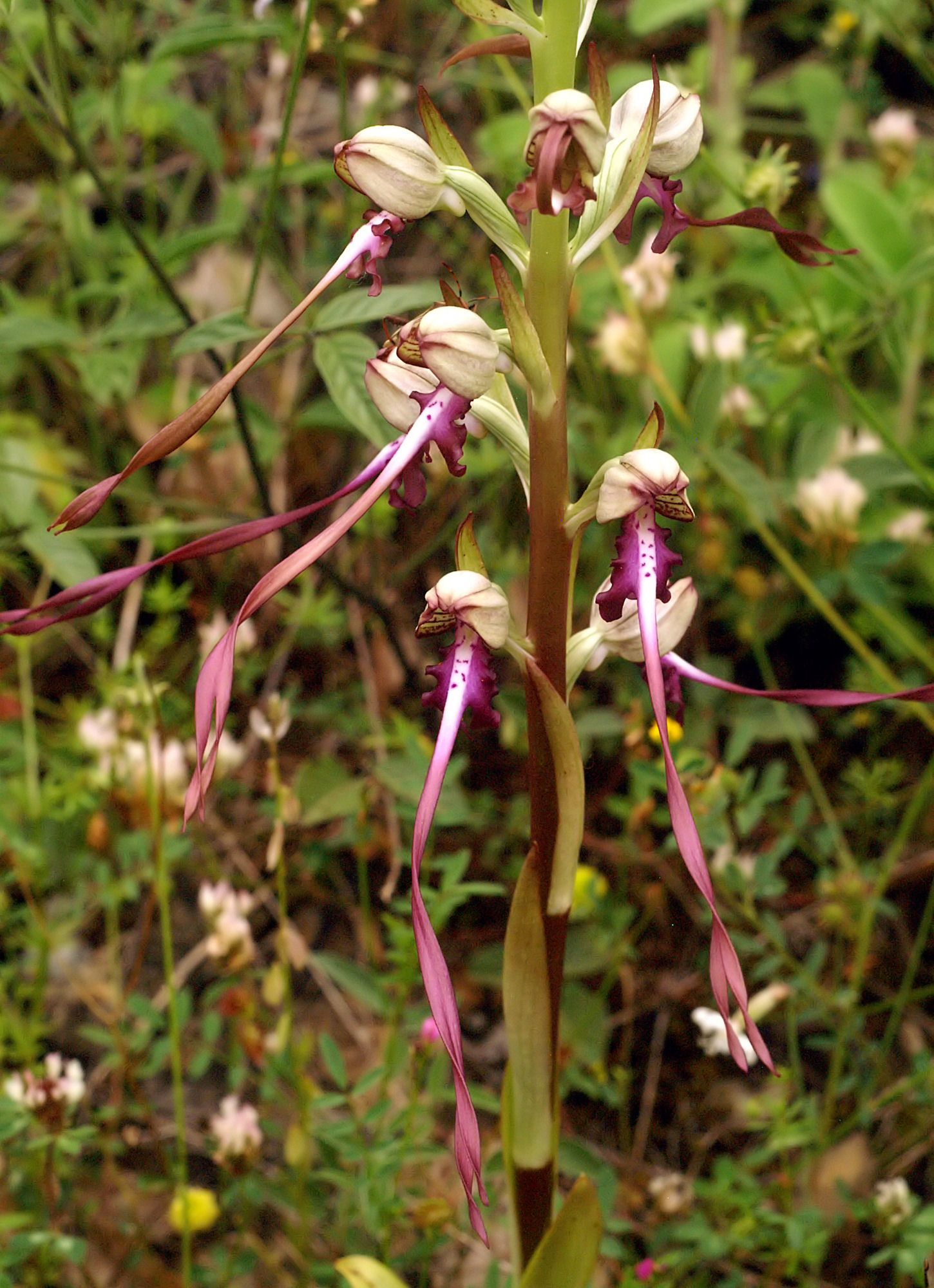